# Carex luteola
Carex luteola är en halvgräsart som först beskrevs av Heinrich Gottlieb Ludwig Reichenbach, och fick sitt nu gällande namn av Otto Sendtner. Carex luteola ingår i släktet starrar, och familjen halvgräs. Inga underarter finns listade i Catalogue of Life.